# Missie Cuba
Missie: Cuba is een spionageroman van auteur Gérard de Villiers en het 159e deel uit de S.A.S.-reeks met als protagonist de Oostenrijkse prins en freelance CIA-agent Malko Linge.

De ligging van Cuba in Midden-Amerika.

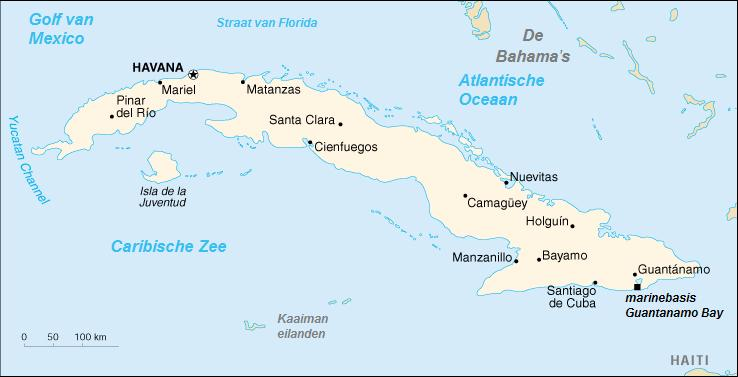
Overzichtskaart van Cuba.

## Het verhaal
De CIA beschikt over een betrouwbare bron binnen het Cubaanse leger. Een persoonlijke lijfwacht van Fidel Castro, of “Lider Maximo” zoals hij liefkozend wordt genoemd. Via deze lijfwacht verneemt de CIA dat Castro een hersenbloeding heeft gehad. De CIA stelt direct alles in het werk om de voor de Verenigde Staten gewenste opvolger van Castro aan de macht te helpen. Hiervoor wordt Malko voor een verkenningsmissie naar Cuba gezonden. Hij reist onder het dekmantel van een Canadees staatsburger met de naam Walter Zimmer omdat zijn echte naam sinds zijn bezoek enige jaren geleden bij de Cubaanse geheime dienst bekend is. Toch komt de dienst Malko op het spoor. Kan deze uit hun handen blijven en veilig naar de Verenigde Staten terugkeren?

## Personages
- Malko Linge, Oostenrijkse prins en CIA-agent;
- Lee Dickson, districtshoofd van de CIA in Havanna;
- Frank Capistrano, de speciaal adviseur voor Nationale Veiligheid van de president van de Verenigde Staten;
- Fedora Kulak, een voormalig luitenant van de KGB en voormalig secretaresse van sovjetgeneraal Evgueni Polyakov;
- Michael Lewis, adjudant van de directeur-generaal van de CIA;
- Philip Radnor, hoofd afdeling Cuba van de CIA te Langley (Virginia);
- Carlos Fernándes, homoseksueel en lijfwacht van Fidel Castro. Heeft de bijnaam “Carlito”;
- Miguel Bareiro, een homoseksueel Spaans architect die op Cuba woont. De CIA heeft hem de codenaam “Iglesia” toegekend;
- Dalia Sánchez, een sigarenmaakster;
- Anibal Guevara, een Cubaans generaal die de golpe, coup, moet uitvoeren;
- Carida Valdés, een ondervraagster eerste klas bij Cubaanse inlichtingendienst;
- Cienfuegos, het hoofd van Dirección General de Intelligencia, een afdeling van de Cubaanse DGSE;
- Isabel Jovellar, een medewerkster en maîtresse van Cienfuegos;
- Beatriz, een puta militante.

## Stripverhaal
Dit deel is ook verschenen als stripverhaal bij uitgeverij Glénat onder de titel Missie: Cuba (ISBN 978-9-06969-528-0).